# Fonscochlea
Fonscochlea is een geslacht van weekdieren uit de klasse van de Gastropoda (slakken).

## Soort
- Fonscochlea accepta Ponder, Hershler & Jenkins, 1989